# Keprtovice
Keprtovice (Údolná nebo německy Geppertsau) je zaniklá vesnice v nadmořské výšce 540 m n. m. Nachází se v údolí Libavského potoka (přítok řeky Odry), přibližně 3,5 km jihovýchodně od Města Libavá ve vojenském újezdu Libavá v Oderských vrších v okrese Olomouc v Olomouckém kraji. Vesnice ležela na cestě z Města Libavá do Potštátu. Mimo vyhrazené dny v roce jsou vesnice a její okolí veřejnosti nepřístupné, kdy výjimkou může být cyklo-turistická akce Bílý kámen..

## Historie

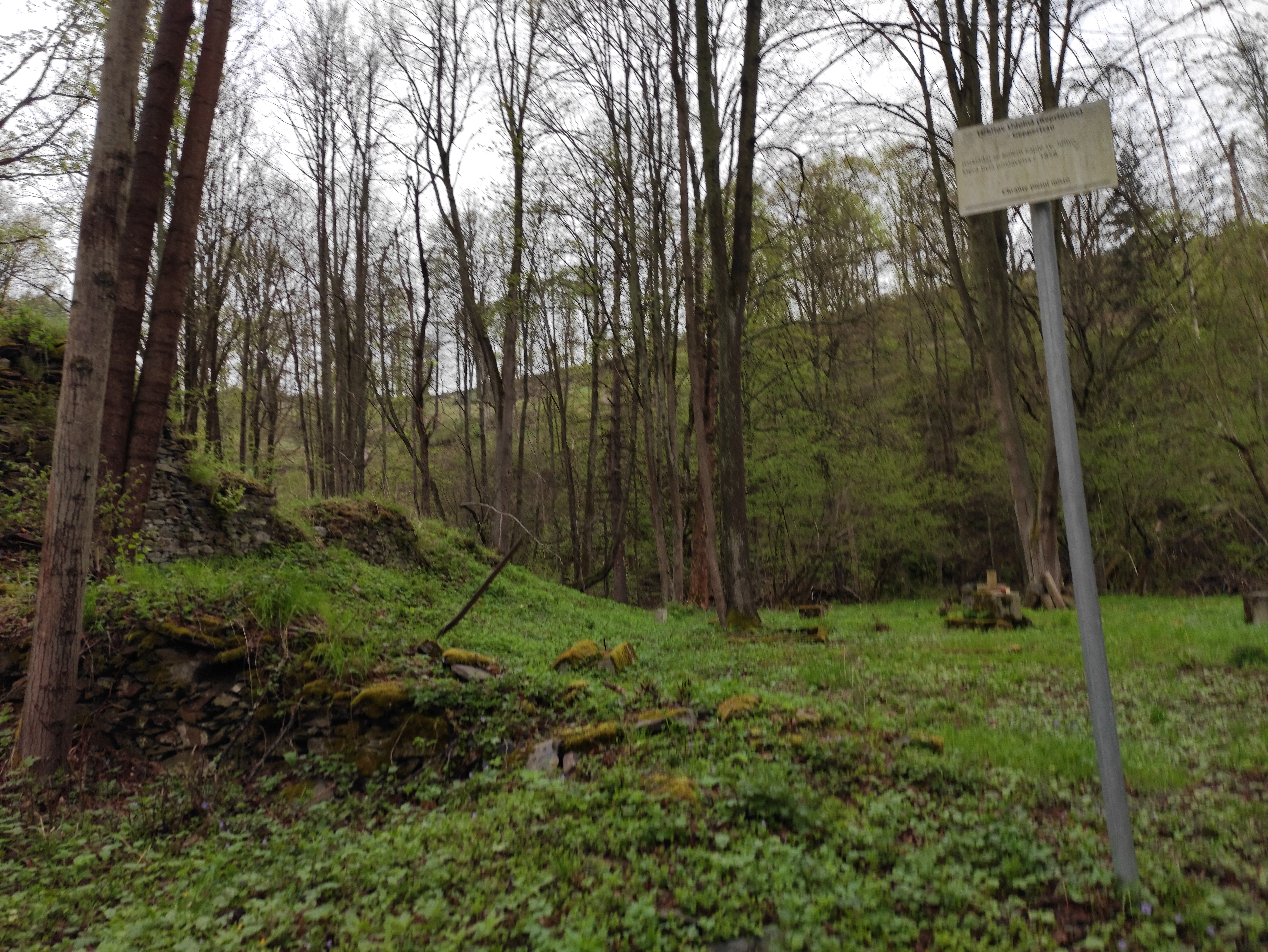
Keprtovice hřbitov

První písemná o obci, jako součásti libavského statku Olomouckého biskupství, je z r. 1581. První přistěhovalci byli tkalci, výrobci dřevěných nástrojů, nádeníci a zemědělci ze Slezska. Místní pole byla kamenitá s nedostatkem vláhy.
Ve vesnici byla kaple svatého Jiří (postavená v letech 1858 až 1860, v místě dřívější malé dřevěné zvonice), na jejíž výstavbu přispěl císař Ferdinand a císařovna Marie. Od r. 1785 nebo 1794 se vyučovalo v obecní pastoušce a škola byla postavena až v r. 1826.
Ve vesnici byl mlýn (tzv. Kobertmühle používaný ke konci jen ke šrotování), záložna, dva hostince, hasičský spolek, katolický spolek a rychta.
Německé obyvatelstvo bylo vystěhováno v r. 1946 v pěti transportech. Náhradních osídlenců nebylo mnoho, a proto v 1946 nemohla být otevřena česká škola. Poslední domy byly zbourány v polovině 60. let 20. století.

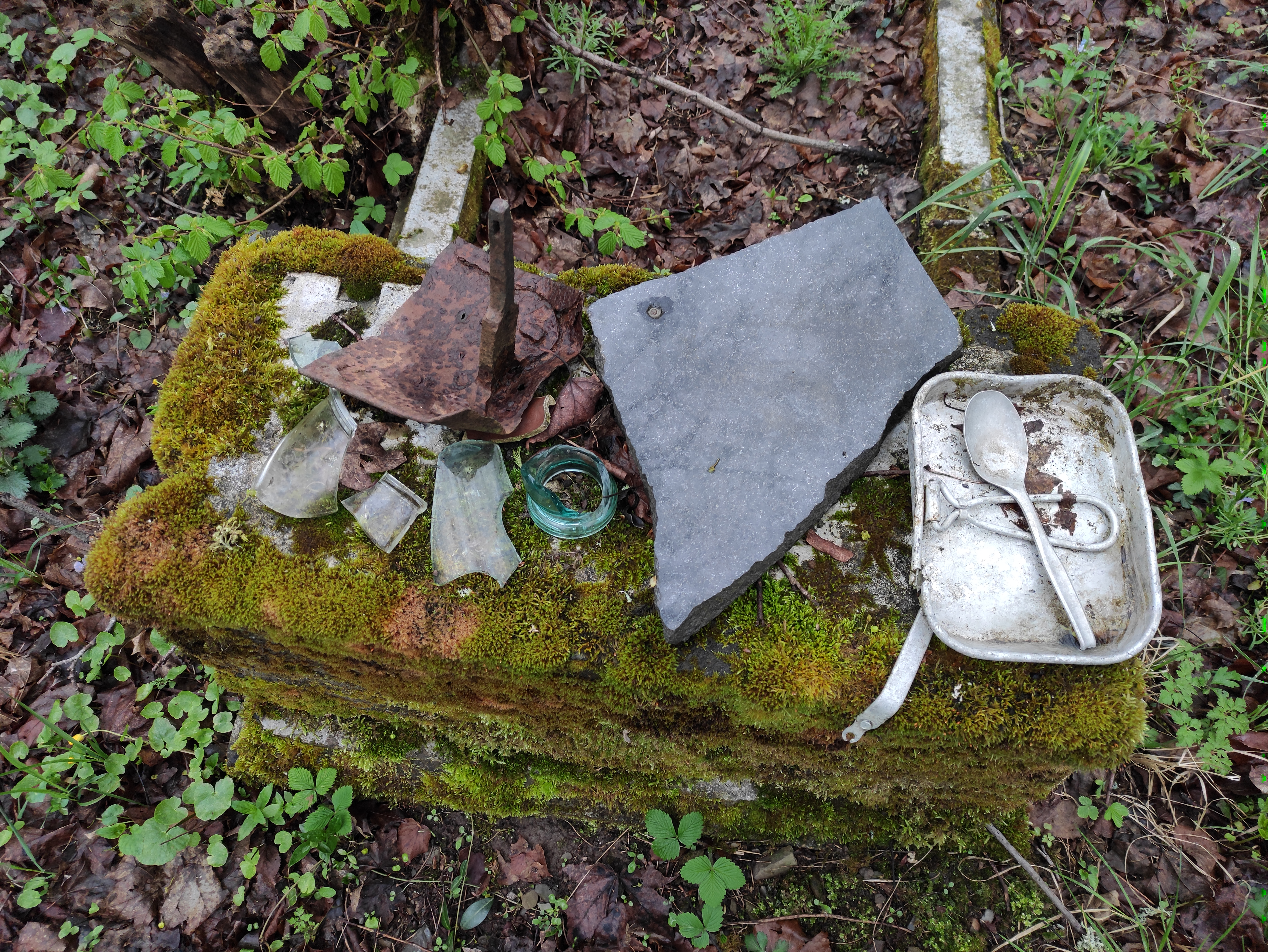
Keprtovice hřbitov (archeologie)

Název Údolná se začal používat v r. 1948 nebo 1949.
Spolek Lubavia v roce 2017 zorganizoval úpravu zbytků zdevastovaného hřbitova s kaplí a Zimmerova kříže z roku 1873.

## Obyvatelstvo
| Rok            | 1835 | 1880 | 1900 | 1910 | 1921 | 1930         | 1944 | 1946 |
| Počet obyvatel | 344  | 382  | 342  | 326  | 290  | 299 nebo 300 | 318  | 0    |
| Počet domů     | 51   | 57   | 60   | ?    | 68   | 71           | ?    | ?    |

## Další informace
Nad Keprtovicemi se nachází Oderský vrch s vrcholem ve výšce 583 m n. m.